# Faking It
Faking It – amerykański serial komediowy stworzony przez Danę Min Goodman i Julię Wolov.
Premiera serialu miała miejsce 22 kwietnia 2014 roku na amerykańskim kanale MTV. W Polsce premiera serialu zadebiutowała 7 września 2014 roku na antenie MTV Polska.
Osiem odcinków pierwszego sezonu serialu, MTV otrzymał w październiku 2013 roku. W czerwcu 2014 roku, stacja MTV ogłosiła, że otrzymała zamówienie na dziesięć odcinków drugiego sezonu, a emisja odbyła się 23 września 2014 roku w Stanach Zjednoczonych.
22 kwietnia 2015 roku, stacja MTV zamówiła 3 sezon

13 maja 2016 roku stacja MTV ogłosiła zakończenie produkcji serialu po trzecim sezonie

## Fabuła
Serial opisuje perypetie dwóch najbliższych przyjaciółek – Karma Ashcroft (Katie Stevens) i Amy Raudenfeld (Rita Volk), które mają tylko jedno marzenie, zostać najpopularniejszymi dziewczynami w liceum Hester High School. Postanawiają udawać lesbijską parę.

## Obsada

### Główni
- Rita Volk jako Amy Raudenfeld
- Katie Stevens jako Karma Ashcroft
- Gregg Sulkin jako Liam Booker
- Bailey De Young jako Lauren Cooper
- Michael Willett jako Shane Harvey

### Pozostali
- Rebecca McFarland jako Farrah, matka Amy
- Senta Moses jako dyrektorka Penelope
- Erick Lopez jako Tommy Ortega, eks-chłopak Lauren
- Courtney Kato jako Leila, przyjaciółka Lauren
- Breezy Eslin jako Elizabeth, przyjaciółka Lauren
- August Roads jako Oliver, przyjaciel Amy
- Yvette Monreal jako Raegan, dziewczyna zainteresowana Amy
- Keith Powers jako Theo, przyjaciel Liama i Shane'a, chłopak zainteresowany Lauren
- Skyler Maxon jako Duke Lewis Jr., trener, chłopak zainteresowany Shane’em
- Parker Mack jako Felix

## Odcinki
| Sezon | Sezon | Odcinki | Oryginalna emisja | Oryginalna emisja | Oryginalna emisja | Oryginalna emisja    | Oryginalna emisja |
| Sezon | Sezon | Odcinki | Premiera sezonu   | Finał sezonu      | Premiera sezonu   | Finał sezonu         |                   |
| ----- | ----- | ------- | ----------------- | ----------------- | ----------------- | -------------------- | ----------------- |
|       | 1     | 8       | 22 kwietnia 2014  | 10 czerwca 2014   | 7 września 2014   | 26 października 2014 |                   |
|       | 2     | 20      | 31 sierpnia 2015  | 2 listopada 2015  | 8 lutego 2015     | 3 listopada 2015     |                   |
|       | 3     | 10      | 15 marca 2016     | 17 maja 2016      | 16 marca 2016     | 18 maja 2016         |                   |